# سيباستيان وولف
سيباستيان وولف (بالألمانية: Sebastian Wolf)‏ (19 يناير 1985 بكولمباخ في ألمانيا - ) هو لاعب كرة قدم ألماني في مركز الدفاع. لعب مع فيهين فيسبادن وفي إف بي شتوتغارت الثاني ونادي هامبورغ 08 وSV Wacker Burghausen ‏ ونادي إلفرسبيرغ وSpVgg Greuther Fürth II ‏.

## وصلات خارجية
- سيباستيان وولف على موقع قاعدة بيانات كرة القدم.إي يو (الإنجليزية)
- سيباستيان وولف على موقع بيانات كرة القدم. دي إي (الألمانية)
- سيباستيان وولف على موقع عالم كرة القدم.نت (الإنجليزية)